# SS Great Western
SS Great Western je britanski putnički parobrod koji je 1838. godine bio prvi takav brod sagrađen isključivo u svrhu prijevoza putnika preko Atlantika.
Projektirao ga je slavni inženjer Isambard Kingdom Brunel. Više od polovice trupa je zauzimao golemi parni stroj, a na bokovima su bila dva golema kotača. Great Western je isplovio iz Bristola 8. travnja 1838. a u New York stigao 23. travnja 1838.
Zbog tog je dostignuća, kao prvi takav brod, dobio prestižnu Plavu vrpcu. Great Western je služio kao prekooceanski brod do 1846. Za vrijeme krimskog rata je služio za prijevoz trupa, a godine 1856. je prodan u staro željezo.